# Needham (Alabama)
 Needham, Alabama és una població dels Estats Units a l'estat d'Alabama. Segons el cens del 2000 tenia 97 habitants.

## Demografia
Segons el cens del 2000, Needham tenia 97 habitants, 39 habitatges, i 32 famílies. La densitat de població era de 65,7 habitants/km².
Dels 39 habitatges en un 30,8% hi vivien nens de menys de 18 anys, en un 71,8% hi vivien parelles casades, en un 10,3% dones solteres, i en un 17,9% no eren unitats familiars. En el 17,9% dels habitatges hi vivien persones soles el 12,8% de les quals corresponia a persones de 65 anys o més que vivien soles. El nombre mitjà de persones vivint en cada habitatge era de 2,49 i el nombre mitjà de persones que vivien en cada família era de 2,81.
Per edats la població es repartia de la següent manera: un 20,6% tenia menys de 18 anys, un 4,1% entre 18 i 24, un 29,9% entre 25 i 44, un 26,8% de 45 a 60 i un 18,6% 65 anys o més.
L'edat mediana era de 42 anys. Per cada 100 dones hi havia 98 homes. Per cada 100 dones de 18 o més anys hi havia 92,5 homes.
La renda mediana per habitatge era de 38.750 $ i la renda mediana per família de 42.083 $. Els homes tenien una renda mediana de 35.417 $ mentre que les dones 21.250 $. La renda per capita de la població era de 16.764 $. Aproximadament el 12,1% de les famílies i l'11,6% de la població estaven per davall del llindar de pobresa.

## Poblacions més properes
El següent diagrama mostra les poblacions més properes.